# جون بول (ممثل)
جون بول (بالإنجليزية: John Paul)‏ هو ممثل بريطاني (وحمل سابقاً جنسية المملكة المتحدة لبريطانيا العظمى وأيرلندا)، ولد في 20 أبريل 1921 في المملكة المتحدة، وتوفي بنفس المكان في 23 فبراير 1995.

## وصلات خارجية
- جون بول على موقع IMDb (الإنجليزية)
- جون بول على موقع تيرنر كلاسيك موفيز (الإنجليزية)
- جون بول على موقع أول موفي (الإنجليزية)
- جون بول على موقع قاعدة بيانات الفيلم (الإنجليزية)